# San Sebastián el Chico
San Sebastián el Chico är en ort i Mexiko, tillhörande kommunen Amanalco i den västra delen av delstaten Mexiko, i den centrala delen av landet. Orten hade 544 invånare vid folkräkningen 2010.